# Gastrotheca riobambae
La rana marsupial andina (Gastrotheca riobambae) es una especie de anfibio de la familia Amphignathodontidae, endémica de Ecuador.
Generalmente de color verde, aunque existe variación de color entre uno y otro individuo, el macho adulto suele medir en promedio aproximadamente 5 cm, la hembra es más grande midiendo 7 cm.
Su hábitat natural, entre los 2200 y los 3500 m s. n. m., incluye montanos tropicales o subtropicales secos, zonas de arbustos a gran altitud, praderas tropicales o subtropicales a gran altitud, ríos, marismas de agua dulce, corrientes intermitentes de agua dulce, tierra arable, jardines rurales, áreas urbanas, zonas previamente boscosas ahora muy degradadas, estanques y canals y diques.
Está amenazada de extinción por la pérdida de su hábitat natural, sus poblaciones están severamente fragmentadas y reducidas debido al crecimiento urbano en los valles interandinos. La agricultura, ganadería, quema y el uso intensivo de pesticidas, así como, las plantaciones de pino y eucalipto restringen las zonas de vida de esta especie.

## Comportamiento
Permanecen en ramas u hojas de preferencia cerca del agua, desde donde acechan a sus presas. Gracias a sus extremidades posteriores largas pueden dar grandes saltos y desplazarse fácilmente de una a otra rama. En la época de lluvia los machos croan y emiten un sonido fuerte con la ayuda del saco gular, que es una especie de papada que poseen los machos.  
La hembra libera varios huevos que el macho fecunda. Luego el mismo, con sus patas traseras los introduce en una bolsa que se encuentra en la espalda de la hembra (marsupio). Dentro de esta cavidad cada huevo tiene su propia membrana protectora que le permite el intercambio de gases y nutrientes; muy similar a lo que ocurre con la placenta en los mamíferos. 
La madre transporta entre 100 y 130 embriones, hasta el nacimiento de los renacuajos (cada huevo tiene 3 mm de diámetro). Después de aproximadamente tres meses, la madre extrae los renacuajos de uno en uno, con los dedos de las patas traseras. Los renacuajos recién salidos poseen unas branquias externas invisibles que les permiten respirar, luego estas se hacen internas.
Los renacuajos se alimentan de materia vegetal y desperdicios. Mientras que las ranas adultas cazan pequeños insectos,vertebrados y otros, manteniendo de esta forma el control de pestes y plagas.